# Sölkbach
Der Sölkbach ist ein rechter Nebenfluss der Enns in der Steiermark, Österreich.

## Name
Der Name tritt als Ortsname um das Jahr 1130 als ad Selicham erstmals schriftlich in Erscheinung. Er könnte keltischen Ursprungs sein und mit dem Wort *salāko- für „schmutzig“ zusammenhängen.

## Verlauf
Der Sölkbach entsteht durch den Zusammenfluss vom Großsölkbach mit dem Kleinsölkbach beim Ort Großsölk in der Gemeinde Sölk. Von hier windet sich der Bach durch ein enges bewaldetes Tal nach Norden. Die Siedlungen Reith, Gatschberg und Dörfl liegen auf Terrassen rund 50 m höher als der Bach. Bei Stein an der Enns trifft der Bach auf das Ennstal, durchquert es und mündet in die Enns.

## Gebirge
Der Sölkbach trennt die nördlichen Schladminger Tauern im Westen von den Wölzer Tauern im Osten. Die höchste Erhebung sind das Hörndl (1325 m) im Westen und das Jauereck (1715 m) im Osten.

## Nebenbäche
Das gesamte Einzugsgebiet des Sölkbachs mit den beiden Gewässern Großsölkbach und Kleinsölkbach beträgt 285,52 Quadratkilometer. Die wichtigsten Nebenbäche sind:
| Name             | Mündungsseite | Mündungsort            | Einzugsgebiet in km² |
| ---------------- | ------------- | ---------------------- | -------------------- |
| Großsölkbach     | rechts        | Zusammenfluss Großsölk | 140,17               |
| Kleinsölkbach    | links         | Zusammenfluss Großsölk | 128,61               |
| Mühlgraben       | links         |                        | 001,11               |
| Gatschberggraben | rechts        |                        | 001,07               |
| Mähdlbach        | links         |                        | 001,02               |